# 13 oktober
13 oktober is de 286ste dag van het jaar (287ste dag in een schrikkeljaar) in de gregoriaanse kalender. Hierna volgen nog 79 dagen tot het einde van het jaar.

## Gebeurtenissen
- Algemeen
  - 1919 - Tijdens de Convention portant réglementation de la Navigation Aérienne in Parijs wordt vastgelegd dat Nederland de nationaliteitsletter H (van Holland) voor luchtvaartuigradiostations zou gaan voeren.
  - 1990 - De leider van de Libanese christelijke milities, generaal Michel Aoun, vlucht naar de Franse ambassade nadat hij werd verdreven uit zijn hoofdkwartier in Oost-Beiroet.
  - 2000 - In Zuidlaren (Nederland) wordt een monument onthuld ter gelegenheid van de 800e Zuidlaardermarkt.
  - 2006 - Het Noorse Nobelcomité maakt bekend dat de Nobelprijs voor de Vrede voor het jaar 2006 wordt toegekend aan Muhammad Yunus. Hij is de oprichter van de Grameen Bank, een bank voor microkrediet in Bangladesh.
  - 2010 - Een federale rechter dwingt het Amerikaanse leger te stoppen met het don't ask, don't tell-beleid, dat homoseksuele militairen verbiedt voor hun geaardheid uit te komen; de Amerikaanse regering gaat in hoger beroep.
  - 2011 - De 31-jarige koning van Bhutan, Jigme Khesar Namgyel Wangchuk, treedt in het huwelijk met een 20-jarige studente.[1]
  - 2012 - Bij Zuid-Afrika zinkt een boot met zo'n veertig buitenlandse toeristen aan boord. Een Franse vrouw komt om het leven.
  - 2013 - Door langdurig regenval moet DierenPark Amersfoort voor de tweede keer in zijn historie de poorten sluiten.
  - 2013 - In de Colombiaanse stad Medellín komen ten minste elf mensen om bij de instorting van een luxe woongebouw.
  - 2013 - Bij een stormloop veroorzaakt door massapaniek op een brug bij een hindoetempel in de Indiase staat Madhya Pradesh vallen zeker 109 doden en 133 gewonden.
  - 2013 - De cycloon Phailin, die op 12 oktober aan land ging aan de oostkust van India, zorgt voor heel wat materiële schade. Minstens achttien mensen komen om.
  - 2014 - De Fransman Jean Tirole krijgt de Nobelprijs voor de Economie 2014 toegekend.
  - 2014 - Tyfoon Vongfong raast over Japan, met tientallen doden en honderdduizenden evacuaties als gevolg.
  - 2015 - Het Nederlandse Circus Herman Renz wordt officieel failliet verklaard.
  - 2015 - De Onderzoeksraad voor Veiligheid komt met de eindresultaten van het onderzoek naar de ramp met de MH17. De belangrijkste conclusie is dat de linkerkant van de cockpit van het toestel is geraakt door schrapnel van een ontploffende Boek-raket, die van de grond moet zijn afgevuurd.
  - 2016 - Het Duits Constitutioneel Hof wijst het bezwaar van Duitse activisten tegen de ondertekening van het vrijhandelsverdrag CETA door de Duitse regering af.[2]
  - 2017 - Het dodental als gevolg van de bosbranden die Californië al een week teisteren, loopt op tot 31. Volgens de autoriteiten gaat het om de dodelijkste branden die de Amerikaanse staat tot nu toe heeft meegemaakt.
  - 2017 - Duizenden Amsterdammers komen naar het Concertgebouw om afscheid te nemen van hun geliefde burgemeester Eberhard van der Laan.
- Criminaliteit en veiligheid
  - 1977 - Vier Palestijnen kapen een Israëlisch vliegtuig en landen in Somalië.[3]
  - 2013 - In Irak worden negen mensen gedood en raken meer dan zeventig mensen gewond bij een tiental aanslagen.
  - 2015 - Bij een aanslag op buspassagiers in de Israëlische hoofdstad Jeruzalem komen twee Israëli's om het leven. Elders in het land steekt een Joodse Israëli een andere Joodse Israëli dood omdat hij dacht dat het slachtoffer een Arabier was.
  - 2016 - De Nigeriaanse terreurbeweging Boko Haram laat 21 van de ruim 200 ontvoerde schoolmeisjes vrij.[4]
  - 2017 - Aysel Erbudak, voormalig bestuursvoorzitter van het Amsterdam Slotervaartziekenhuis, moet eind november voor de rechter in Amsterdam verschijnen. Justitie vervolgt Erbudak wegens verduistering en valsheid in geschrifte. Ze zou ruim 1,2 miljoen euro van het ziekenhuis verduisterd hebben.
  - 2021 - Bij een aanval in de Noorse plaats Kongsberg vallen vijf doden. De dader, een 37-jarige Deen die was bekeerd tot de islam, wordt gearresteerd.[5] In eerste instantie wordt gedacht dat hij pijl en boog gebruikte, wat later wordt weersproken.[6] (Lees verder)
- Economie
  - 2015 - De twee grootste brouwerijen ter wereld, AB InBev en SABMiller, bereiken een akkoord over overname, nadat AB InBev voor de derde keer een bod heeft gedaan.
  - 2017 - De vier grootste Amerikaanse banken boeken in het derde kwartaal van dit jaar samen meer dan 20 miljard dollar winst. In totaal verdienden ze 21 miljard dollar (18,6 miljard euro).
- Infrastructuur
  - 1972 - Andesvliegramp. In de Andes stort een Uruguayaans passagiersvliegtuig neer. De 18 overlevenden worden op 20 december gered. Zij bleken het te hebben volgehouden door de stoffelijke overschotten van omgekomen passagiers als voedsel te gebruiken.
  - 1972 - Een Aeroflot Ilyushin-62 passagiersvliegtuig stort neer buiten Moskou. Alle 176 inzittenden komen om.
  - 1976 - Een Boeing 707 vrachtvliegtuig stort neer op een school in Santa Cruz, Bolivia. 100 mensen sterven waaronder 93 schoolkinderen.
- Kunst en cultuur
  - 1958 - Publicatie van het boek A Bear Called Paddington van de Britse schrijver Michael Bond waarin Beertje Paddington voor het eerst zijn opwachting maakt.[3]
  - 2012 - Als eerste kandidaten voor de Nationale Inventaris Immaterieel Cultureel Erfgoed zijn bekendgemaakt: de traditionele evenementen het Bloemencorso Zundert, de Boxmeerse Vaart en de Sint-Maartensviering in Utrecht.
  - 2013 - De Wit-Russische schrijfster Svetlana Aleksijevitsj neemt de Vredesprijs van de Duitse Boekhandel in ontvangst.
  - 2021 - Er is een nieuwe Bijbelvertaling gemaakt door het Nederlands-Vlaams Bijbelgenootschap onder de naam NBV21.[7]
  - 2021 - Het Britse tijdschrift DJ Mag roept de Franse dj David Guetta uit tot beste dj van de wereld. De Nederlanders Martin Garrix en Armin van Buuren zijn tweede en derde.[8]
- Media
  - 2016 - De Nobelprijs voor de Literatuur gaat dit jaar naar zanger en songwriter Bob Dylan. Voor het scheppen van nieuwe poëtische uitdrukkingsvormen in de grote Amerikaanse zangtraditie.[9]
- Oorlog
  - 1944 - In Zwolle worden zeven mensen gefusilleerd voor verzetsdaden, later wordt het Monument op de schietbaan Berkum voor hen opgericht.[3]
  - 1997 - Syrië verovert delen van Libanon.
  - 1998 - De NAVO eist dat Servische troepen binnen de 96 uur vertrokken zijn uit Kosovo.
  - 2016 - Bij bombardementen op het oostelijke deel van de Syrische stad Aleppo vallen in twee dagen tijd zeker 145 doden.[10]
- Politiek
  - 54 - Tiberius Claudius Drusus Nero Germanicus, princeps van Rome sinds 24 januari 41, wordt vergiftigd door zijn echtgenote Julia Agrippina minor.[3]
  - 54 - Rond 18:30 wordt Nero Claudius Caesar Augustus Germanicus, zoon van Julia Agrippina minor, door de pretoriaanse garde als princeps aanvaard en kan de senaat niets anders doen dan Nero Claudius' titels toe te kennen, behalve de titel pater patriae (vader des vaderlands) die door de zeventienjarige Nero zelf wordt geweigerd omwille van zijn leeftijd.
  - 1985 - In België zijn er provincieraadsverkiezingen.
  - 1991 - In Tsjaad wordt de minister van Binnenlandse Zaken, Maldom Bada Abbas, gearresteerd in verband met een mislukte overval op een wapendepot van het leger eerder op de dag. In de hoofdstad Ndjamena wordt de avondklok ingesteld.
  - 2001 - Oprichting van de Vlaamse partij N-VA.[3]
  - 2015 - Het Iraanse parlement keurt het atoomakkoord tussen Iran, de Europese Unie en de zes wereldmachten goed.
  - 2016 - De Algemene Vergadering van de Verenigde Naties verkiest António Guterres, oud-premier van Portugal en voormalig hoge commissaris voor de Vluchtelingen, voor het ambt van secretaris-generaal vanaf 1 januari 2017.
  - 2019 - De conservatieve Kais Saied wint met meer dan zeventig procent van de stemmen de presidentsverkiezingen in Tunesië van zijn rivaal Nabil Karoui.
  - 2020 - Premier Mark Rutte en minister Hugo de Jonge maken bekend dat vanwege het oplopende aantal COVID-19-besmettingen, alle horecagelegenheden in Nederland vanaf woensdagavond 14 oktober voor minimaal de komende vier weken opnieuw dicht moeten.[11] (Lees verder)
- Religie
  - 1307 - Op deze vrijdag de dertiende worden alle tempeliers in Frankrijk op bevel van Philips de Schone gearresteerd, op grond van valse beschuldigingen. Het was de bedoeling om de Orde van de tempeliers te vernietigen.
  - 1653 - Oprichting van de rooms-katholieke Apostolische Prefectuur Schotland.
  - 1834 – Onder aanvoering van Hendrik de Cock scheiden de Gereformeerden zich af van de Hervormde Kerk.[3]
  - 1963 - Zaligverklaring van John Nepomucene Neumann (1811-1860), Amerikaans bisschop van Philadelphia
- Sport
  - 1875 - In Deventer wordt de sportclub Utile Dulci opgericht, tegenwoordig de oudste nog bestaande veldsportvereniging van Nederland.
  - 1957 - De Amerikaanse actrice Jayne Mansfield verricht op Het Kasteel de aftrap van de voetbalwedstrijd tussen Sparta en DOS. De spelers van de Rotterdamse club zijn zo onder de indruk van de zwoele kus op de mond van aanvoerder Rinus Terlouw dat Sparta met 7-1 verliest.[12]
  - 1969 - Sovjet-atleet Anatoli Bondartsjoek scherpt in Rivne zijn eigen wereldrecord kogelslingeren (74,68 meter) van Romuald Klim aan tot 75,48 meter.
  - 1975 - Openingsceremonie van de zevende Pan-Amerikaanse Spelen, gehouden in Mexico-Stad.
  - 1976 - Het Nederlands voetbalelftal speelt in De Kuip met 2-2 gelijk tegen Noord-Ierland in de kwalificatiereeks voor het WK voetbal 1978 in Argentinië. Ruud Krol en Johan Cruijff maken na rust de Nederlandse doelpunten.
  - 1984 - John Lowe gooit de allereerste nine-darter ooit op televisie.[3]
  - 1993 - Het Macedonisch voetbalelftal speelt de eerste interland als onafhankelijke staat en verslaat Slovenië in Kranj met 4-1. Het allereerste doelpunt komt op naam van aanvaller Zoran Boškovski.
  - 2014 - NAC Breda ontslaat trainer Nebojša Gudelj. De coach ligt al weken onder vuur vanwege matige prestaties. Ook assistent-trainer Marino Pusic moet het veld ruimen.
  - 2015 - Na hun overwinning tegen Israël klimt de Belgische nationale voetbalploeg naar de eerste plaats op de FIFA-ranking.
  - 2023 - In Aguascalientes (Mexico) rijdt de Italiaanse wielrenster Vittoria Bussi een nieuw werelduurrecord voor vrouwen. Bussi komt tot 50 kilometer en 267 meter en dat is ruim een kilometer verder dan het vorige record dat de Nederlandse Ellen van Dijk reed.[13]
  - 2023 - Bij het WK dammen op Curaçao eindigen de Nederlandse dammers Jan Groenendijk en Martijn van IJzendoorn op de tweede en derde plek, terwijl de kampioenstitel voor de Oekraïner Joeri Anikejev is. Bij de vrouwen gaat de Oekraïense Viktoria Motritsjko er met de titel vandoor en is Lisa Scholtens met de vierde plek de beste Nederlandse.[14]
- Wetenschap en technologie
  - 1773 - De Franse astronoom Charles Messier ontdekt het Draaikolkstelsel ('Whirlpool galaxy').[15]
  - 1914 - Uitvinding van het gasmasker, door Garrett Morgan.[3]
  - 2021 - Samen met 3 andere bemanningsleden maakt de 90-jarige Canadese Star Trek-acteur William Shatner een ruimtevlucht in een capsule van Blue Origin, het bedrijf van miljardair Jeff Bezos. Shatner is tot nu toe de oudste persoon die de ruimte in gaat.[16]
  - 2022 - Lancering met een Lange Mars 2C raket van China Aerospace Science Corporation (CASC) vanaf Taiyuan Satellite Launch Center LC-9 in China van de 5 m S-SAR-01 missie met de gelijknamige observatiesatelliet (Synthetic Aperture Radar) met 5 m resolutie.[17]
  - 2023 - Lancering van een Falcon Heavy raket van SpaceX vanaf Kennedy Space Center Lanceercomplex 39 voor de Psyche missie, met het gelijknamige ruimtevaartuig dat de planetoïde (16) Psyche moet gaan onderzoeken. De planetoïde is een geheel metalen object waarvan gedacht wordt dat het de overgebleven kern is van een protoplaneet na een botsing met een ander object.[18]

## Geboren

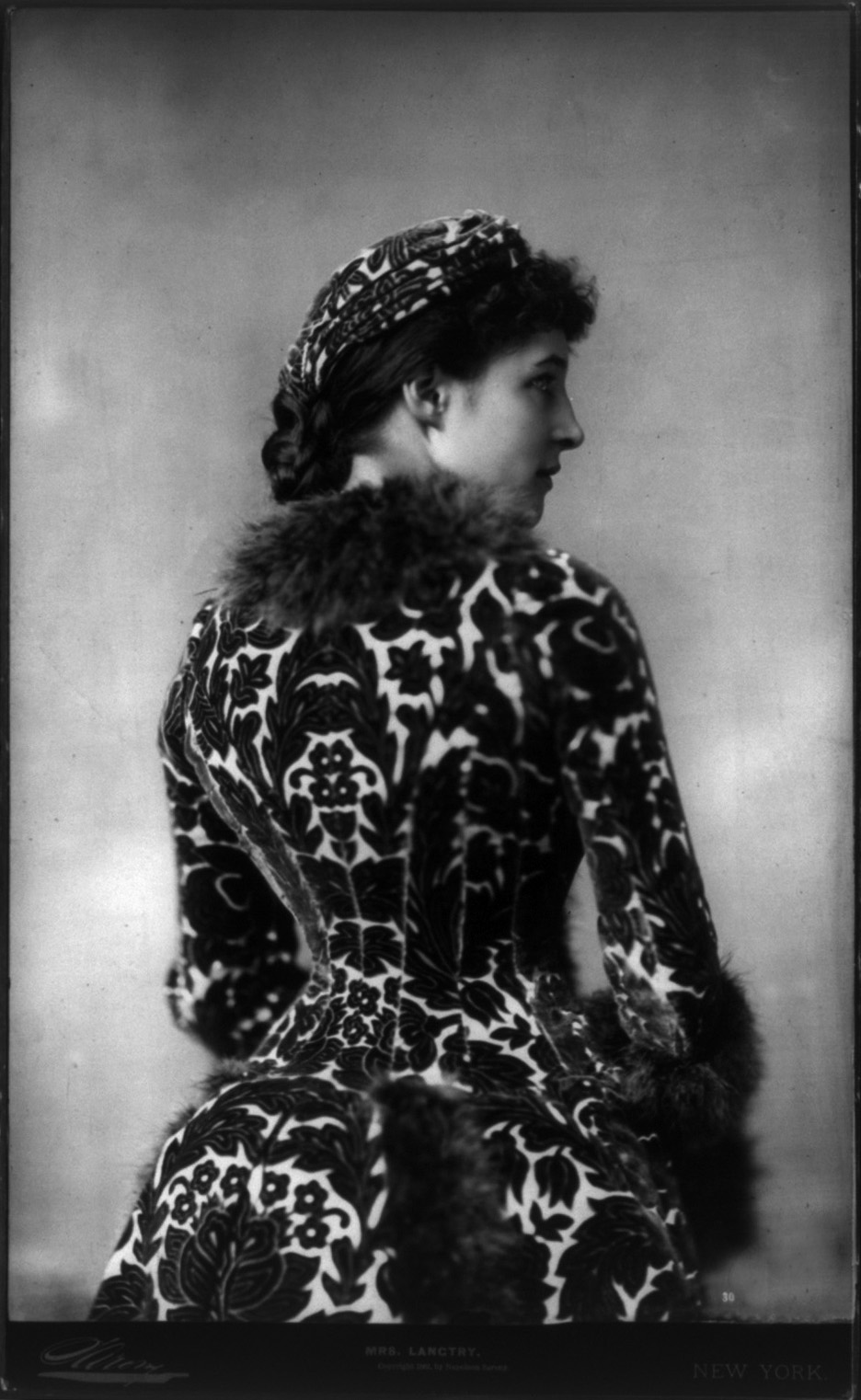
Lillie Langtry,
geboren in 1853

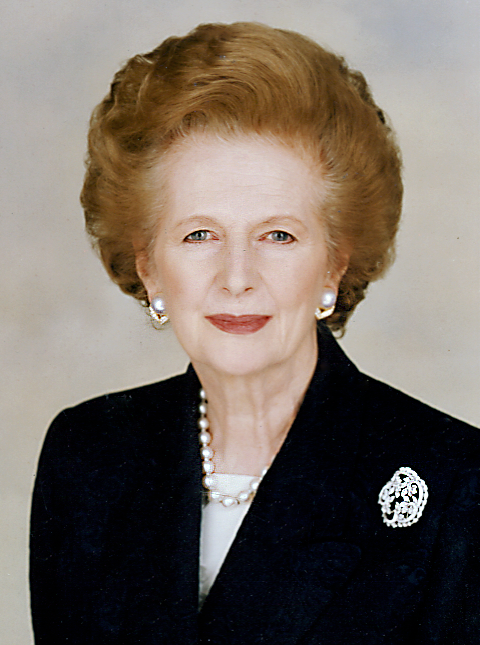
Margaret Thatcher,
geboren in 1925

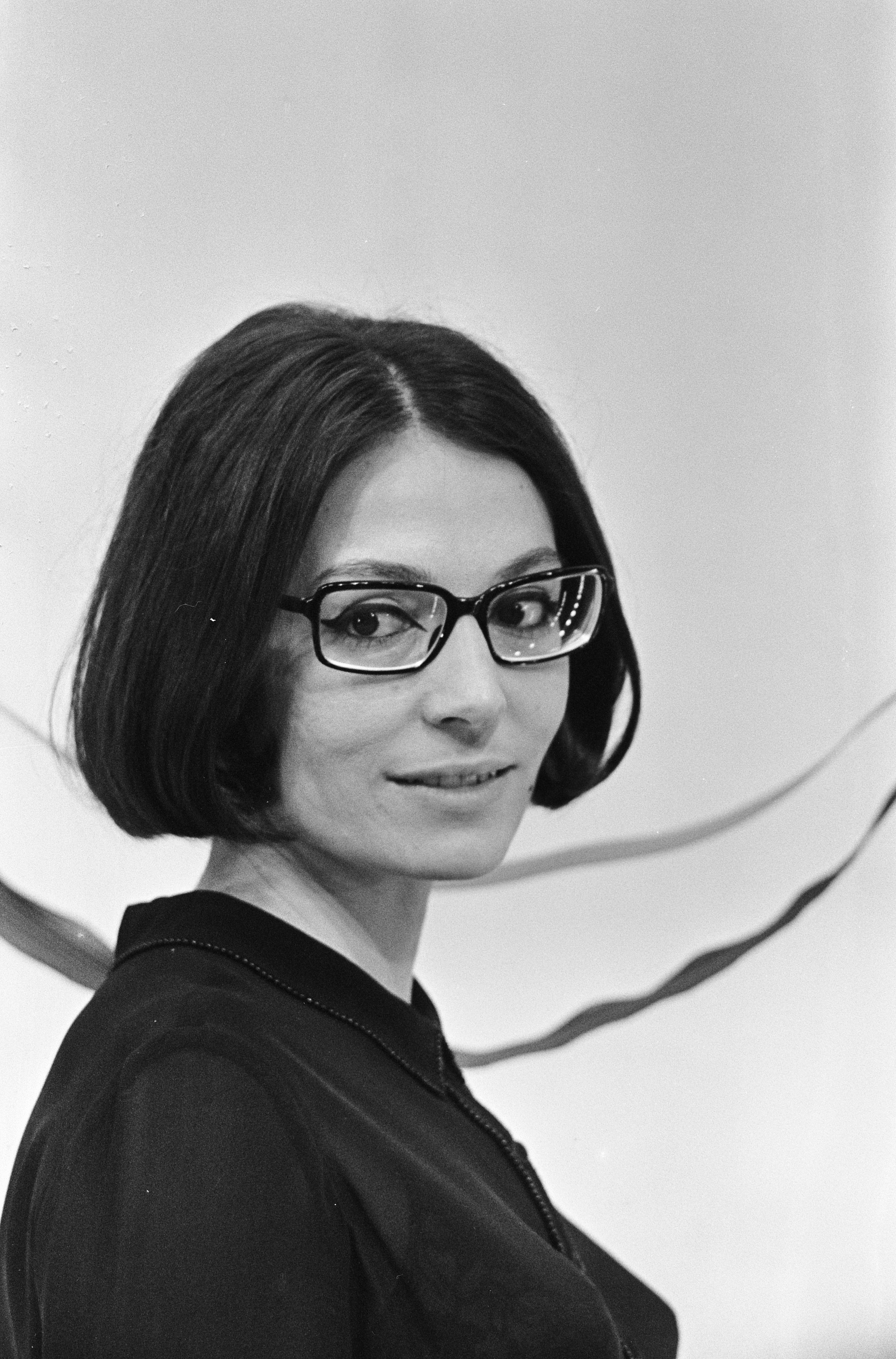
Nana Mouskouri,
geboren in 1934

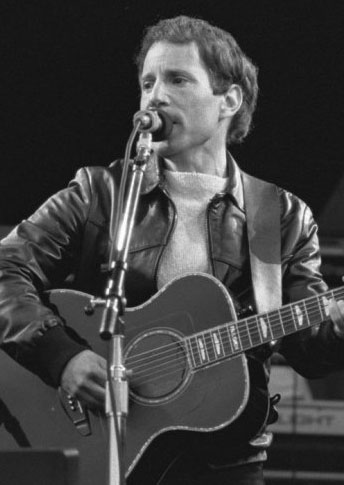
Paul Simon,
geboren in 1941

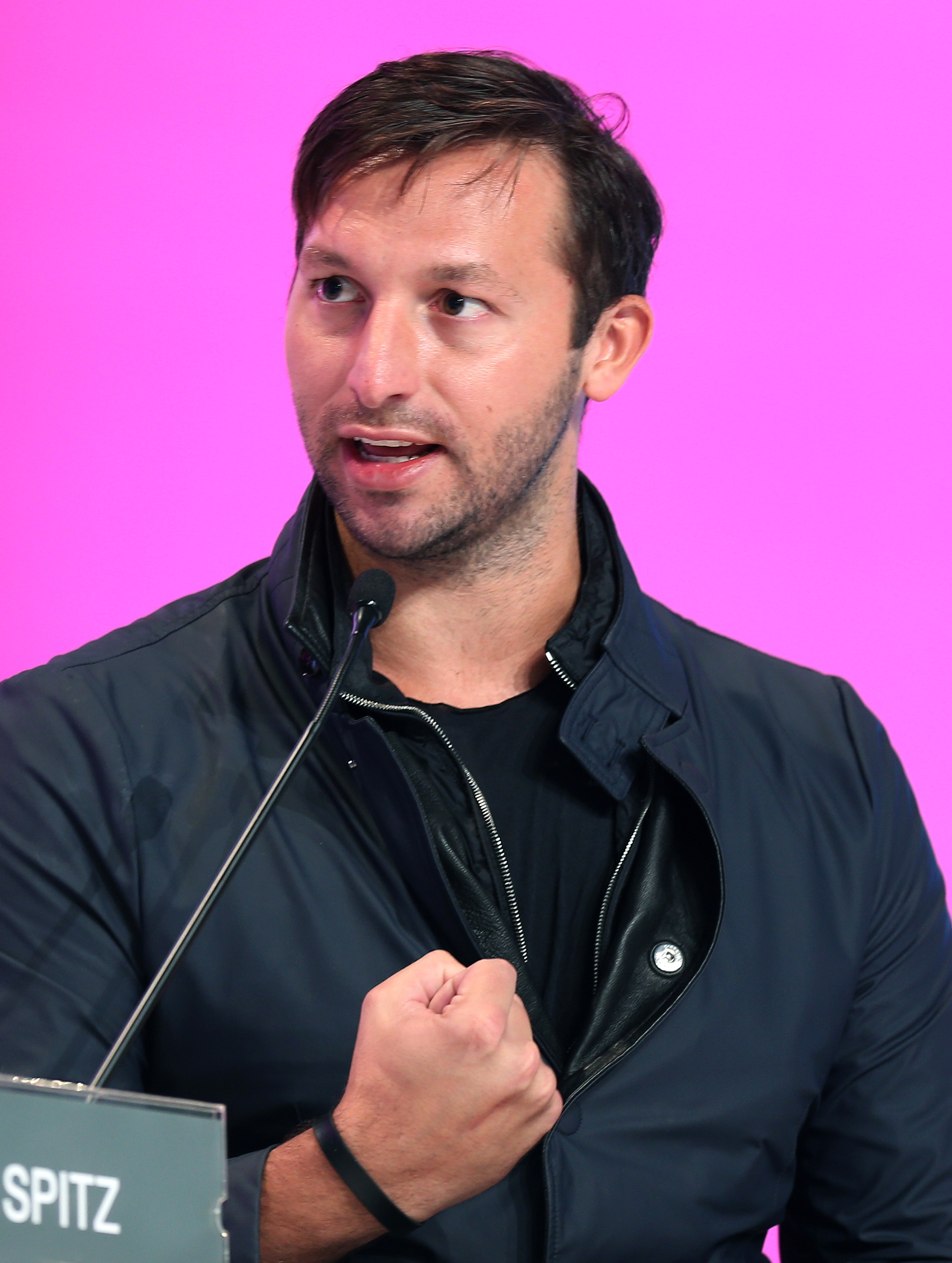
Ian Thorpe,
geboren in 1982

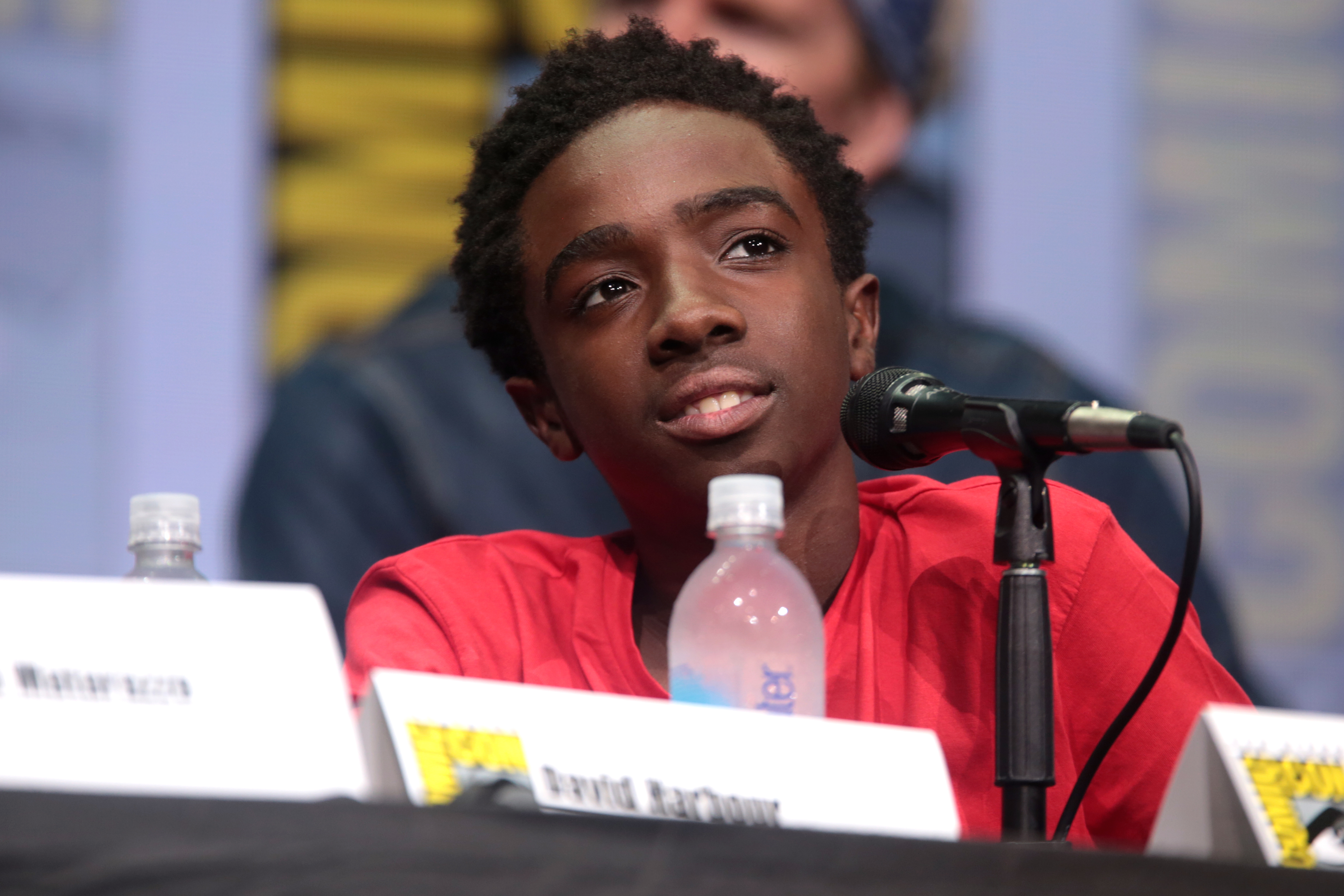
Caleb McLaughlin,
geboren in 2001

- 1453 - Eduard van Westminster, prins van Wales (overleden 1471)
- 1474 - Mariotto Albertinelli, Italiaans schilder (overleden 1515)
- 1499 - Claudia van Frankrijk, koningin van Frankrijk (overleden 1524)
- 1613 - Marie Louise de Guzmán, koningin van Portugal (overleden 1666)
- 1622 - Daniël Vosmaer, Nederlands kunstschilder (overleden 1669 of 1670)
- 1749 - John Sims, Brits botanicus (overleden 1831)
- 1792 - Moritz Hauptmann, Duits componist (overleden 1868)
- 1812 - Pieter Johannes Hamer, Nederlands architect (overleden 1887)
- 1821 - Rudolf Virchow, Duits arts (overleden 1902)
- 1853 - Lillie Langtry, Brits actrice (overleden 1929)
- 1862 - Calixto Contreras, Mexicaans militair (overleden 1918)
- 1868 - Teresa Magbanua, Filipijns revolutionaire (overleden 1947)
- 1869 - William Alphonso Murrill, Amerikaans mycoloog (overleden 1957)
- 1881 - Albert Michotte van den Berck, Belgisch psycholoog (overleden 1965)
- 1883 - Marinus Jan Granpré Molière, Nederlands architect en stedenbouwer (overleden 1972)
- 1886 - Ben Stom, Nederlands voetballer (overleden 1965)
- 1887 - Jozef Tiso, Slowaaks rooms-katholieke geestelijke (overleden 1947)
- 1891 - Herman Hoogland, Nederlands dammer (overleden 1955)
- 1891 - Bernardus IJzerdraat, Nederlands verzetsheld (overleden 1941)
- 1895 - Arend Andries Bontekoe, Nederlands kapitein der infanterie van het Indische leger (overleden 1945)
- 1895 - Vera Bondam, Nederlands actrice (overleden 1982)
- 1895 - Kurt Schumacher, Duits politicus (overleden 1952)
- 1898 - Floor de Zeeuw, Nederlands voetballer bij Feyenoord (overleden 1979)
- 1899 - Piero Dusio, Italiaans autocoureur (overleden 1975)
- 1899 - Willo Welzenbach, Duits bergbeklimmer (overleden 1934)
- 1905 - Yves Allégret, Frans filmregisseur (overleden 1987)
- 1905 - Chris Soumokil, president van de Republik Maluku Selatan (overleden 1966)
- 1908 - René Geeraert, Belgisch atleet (overleden 1999)
- 1909 - Herbert Block, Amerikaans redactioneel cartoonist (overleden 2001)
- 1909 - Art Tatum, Amerikaans jazzpianist (overleden 1956)
- 1910 - Magnar Isaksen, Noors voetballer (overleden 1979)
- 1915 - Albert Ritserveldt, Belgisch wielrenner (overleden 2002)
- 1915 - Cornel Wilde, Hongaars/Tsjechoslowaaks acteur (overleden 1989)
- 1916 - David Hollestelle, Nederlands bariton (overleden 2001)
- 1918 - Robert Walker, Amerikaans acteur (overleden 1951)
- 1919 - Hans Hermann Groër, Oostenrijks kardinaal-aartsbisschop van Wenen (overleden 2003)
- 1920 - Laraine Day, Amerikaans actrice (overleden 2007)
- 1921 - Yves Montand, Frans filmacteur en chansonnier (overleden 1991)
- 1923 - Faas Wilkes, Nederlands voetballer (overleden 2006)
- 1924 - Terry Gibbs, Amerikaans jazz-musicus
- 1924 - Durk van der Mei, Nederlands politicus (overleden 2018)
- 1925 - Lenny Bruce, Amerikaans komiek (overleden 1966)
- 1925 - Margaret Thatcher, Brits premier (overleden 2013)
- 1925 - Gustav Winckler, Deens zanger (overleden 1979)
- 1926 - Ray Brown, Amerikaans jazzbassist (overleden 2002)
- 1926 - Killer Kowalski, Canadees professioneel worstelaar (overleden 2008)
- 1927 - Anita Kerr, Amerikaans zangeres en componiste (overleden 2022)
- 1927 - Lee Konitz, Amerikaans jazzsaxofonist (overleden 2020)
- 1927 - Turgut Özal, Turks econoom, politicus, minister president en de 8e president van Turkije (overleden 1993)
- 1927 - Bob Smalhout, Nederlands anesthesioloog, hoogleraar, columnist en publicist (overleden 2015)
- 1929 - Walasse Ting, Chinees-Amerikaans kunstschilder (overleden 2010)
- 1931 - Raymond Kopa, Frans voetballer (overleden 2017)
- 1932 - Piet De Pauw, Belgisch atleet (overleden 2016)
- 1932 - John Griggs Thompson, Amerikaans wiskundige en Abelprijswinnaar
- 1933 - Cees Douma, Nederlands architect (overleden 2023)
- 1933 - Toon Meerman, Nederlands voetballer (overleden 2023)
- 1934 - Jack Colvin, Amerikaans acteur (overleden 2005)
- 1934 - Nana Mouskouri, Grieks zangeres
- 1935 - Philippine Aeckerlin, Nederlands actrice
- 1936 - Christine Nöstlinger, Oostenrijks schrijfster (overleden 2018)
- 1936 - Pannalal Parmessar, Surinaams politicus (overleden 2011)
- 1938 - Tineke Beishuizen, Nederlands schrijver en columniste (overleden 2023)
- 1938 - Fred van Dorp, Nederlands waterpolospeler (overleden 2023)
- 1938 - Dalene Matthee, Zuid-Afrikaans kinderboekenschrijfster (overleden 2005)
- 1939 - T.J. Cloutier, Amerikaans professionele pokerspeler
- 1939 - Melinda Dillon, Amerikaans actrice (overleden 2023)
- 1940 - Chris Farlowe, Brits zanger
- 1940 - Pharoah Sanders, Amerikaans jazzsaxofonist (overleden 2022)
- 1941 - Neil Aspinall, Brits roadmanager van The Beatles en directeur van Apple Corps Ltd. (overleden 2008)
- 1941 - Scott Mori, Amerikaans botanicus (overleden 2020)
- 1941 - Paul Simon, Amerikaans zanger
- 1942 - Peter Kemper, Nederlands voetballer (overleden 2020)
- 1942 - Suzzanna, Indonesische actrice (overleden 2008)
- 1943 - Siegfried Kirschen, (Oost-)Duits voetbalscheidsrechter (overleden 2024)
- 1944 - Jörg Berger, Duits voetbaltrainer en voetballer (overleden 2010)
- 1944 - Robert Lamm, Amerikaans toetsenist en zanger
- 1945 - Christophe, Frans zanger (overleden 2020)
- 1945 - Desi Bouterse, Surinaams legerleider en politicus (overleden 2024)
- 1945 - Jacques Timmermans, Belgisch politicus (overleden 2021)
- 1946 - Edwina Currie, Brits politica en schrijfster
- 1946 - Bram Vermeulen, Nederlands zanger (overleden 2004)
- 1946 - Jan Lambert Wirix-Speetjens, Belgisch bisschop van de Oud katholieke Kerk in het Bisdom Haarlem (overleden 2008)
- 1947 - Susan Blommaert, Amerikaans actrice
- 1947 - Sammy Hagar, Amerikaans rockzanger
- 1948 - Nusrat Fateh Ali Khan, Pakistaans zanger (overleden 1997)
- 1948 - Herman Franke, Nederlands schrijver (overleden 2010)
- 1948 - Krystyna Kacperczyk, Pools atlete
- 1949 - Patrick Nève, Belgisch autocoureur (overleden 2017)
- 1949 - Rick Vito, Amerikaans muzikant en songwriter
- 1950 - Ellen Brusse, Nederlands televisieomroepster
- 1950 - Simon Nicol, Brits gitarist en zanger
- 1952 - Henry Padovani, Frans gitarist
- 1952 - Jan van Zijl, Nederlands politicus
- 1954 - Claude Ribbe, Frans historicus en filosoof
- 1954 - Elbert Roest, Nederlands bestuurder en politicus
- 1954 - Mordechai Vanunu, Israëlisch nucleair technicus
- 1955 - Patrick Dewael, Belgisch politicus
- 1955 - Joaquín Caparrós, Spaans voetballer en voetbalcoach
- 1957 - Tom Ordelman, Nederlands schrijver, dichter, journalist, publicist en literair vertaler (overleden 2016)
- 1958 - Maria Cantwell, Amerikaans politica
- 1958 - Heleen Hage, Nederlands wielrenster
- 1958 - Peter Hendriks, Nederlands voetballer
- 1959 - Massimo Bonini, San Marinees voetballer en voetbalcoach
- 1959 - Marie Osmond, Amerikaans zangeres, actrice, auteur en presentatrice
- 1960 - Peter de Koning, Nederlands zanger en (contra-)bassist
- 1962 - Ron Boots, Nederlands muzikant
- 1962 - Kelly Preston, Amerikaans actrice (overleden 2020)
- 1963 - Thomas Dörflein, Duits dierenverzorger (overleden 2008)
- 1963 - Gildardo Gómez, Colombiaans voetballer
- 1963 - Olga van der Meer, Nederlands schrijfster
- 1964 - Allen Covert, Amerikaans acteur, schrijver, filmproducent en komiek
- 1964 - Christopher Judge, Amerikaans acteur
- 1965 - Johan Museeuw, Belgisch wielrenner
- 1966 - Eric Braamhaar, Nederlands voetbalscheidsrechter
- 1966 - John Regis, Brits atleet
- 1967 - Javier Sotomayor, Cubaans atleet
- 1967 - Kate Walsh, Amerikaans actrice
- 1968 - Tisha Campbell, Amerikaans actrice
- 1968 - Cherrelle (Cheryl Norton), Amerikaans zangeres
- 1968 - Maurizio Ganz, Italiaans voetballer
- 1968 - Carlos Marín, Spaans musicus (overleden 2021)
- 1969 - Nancy Kerrigan, Amerikaans kunstrijdster
- 1969 - Cady McClain, Amerikaans actrice
- 1970 - Paul Potts, Brits operazanger
- 1971 - Sacha Baron Cohen, Brits acteur en komiek
- 1971 - André Bergdølmo, Noors voetballer
- 1971 - Matt Hughes, Amerikaans Mixed Martial Arts vechter
- 1972 - Jaime de Bourbon de Parme, Nederlands prins en diplomaat, zoon van prinses Irene
- 1972 - Margarita de Bourbon de Parme, Nederlands prinses en onderneemster, dochter van prinses Irene
- 1973 - Nanako Matsushima, Japans actrice en model
- 1974 - Fabio Fabiani, Italiaans autocoureur
- 1975 - Simon Lee Evans, Welsh voetbalscheidsrechter
- 1975 - Leo Koswal, Nederlands voetballer
- 1975 - Girma Tolla, Ethiopisch atleet
- 1976 - Vanessa Chinitor, Belgisch zangeres
- 1976 - Carl Robinson, Welsh voetballer
- 1976 - Nawaf Shukralla, Bahreins voetbalscheidsrechter
- 1976 - Roos Van Acker, Belgisch presentatrice
- 1976 - Ellemieke Vermolen, Nederlands tv-presentatrice, actrice en fotomodel
- 1977 - Antonio Di Natale, Italiaans voetballer
- 1977 - Eefke Mulder, Nederlands hockeyster
- 1977 - Paul Pierce, Amerikaans basketballer
- 1977 - Jelena Tichonova, Russisch atlete
- 1978 - Markus Heikkinen, Fins voetballer
- 1978 - Jermaine O'Neal, Amerikaans basketballer
- 1979 - Wes Brown, Brits voetballer
- 1980 - Ashanti, Amerikaans zangeres en actrice
- 1980 - Leandro Cunha, Braziliaans judoka
- 1980 - Gonzalo Fernández-Castaño, Spaans golfer
- 1980 - David Haye, Brits bokser
- 1981 - Tim Clerbout, Belgisch atleet
- 1981 - Lazar Lukić, Servisch voetbalscheidsrechter
- 1981 - Kele Okereke, Brits zanger
- 1982 - Hans Cornelis, Belgisch voetballer
- 1982 - Ondřej Synek, Tsjechisch roeier
- 1982 - Ian Thorpe, Australisch zwemmer
- 1983 - La Fuente (Job Smeltzer), Nederlands diskjockey, muziekproducent en hockeycoach
- 1983 - Gonzalo García García, Spaans voetballer
- 1983 - Laban Moiben, Keniaans atleet
- 1984 - Anton Koesjnir, Wit-Russisch freestyleskiër
- 1985 - Kristof Goessens, Belgisch voetballer
- 1985 - Anke Karstens, Duits snowboardster
- 1986 - Gabriel Agbonlahor, Brits voetballer
- 1986 - Sam De Bruyn, Belgisch radiopresentator en DJ
- 1987 - Nelson Mason, Canadees autocoureur
- 1987 - Sabrina Windmüller, Zwitsers schansspringster
- 1988 - Séamus Coleman, Iers voetballer
- 1989 - Alexandria Ocasio-Cortez, Amerikaans Democratisch politica en activiste
- 1989 - Warren Weir, Jamaicaans atleet
- 1990 - Andrej Rendla, Slowaaks voetballer
- 1991 - Carla Somaini, Zwitsers snowboardster
- 1992 - Manuel Feller, Oostenrijks alpineskiër
- 1993 - Nobuharu Matsushita, Japans autocoureur
- 1993 - Tiffany Trump, Amerikaans model en zangeres
- 1994 - Noah Crawford, Amerikaans acteur en zanger
- 1994 - Cyprien Sarrazin, Frans alpineskiër
- 1995 - Park Jimin, zanger en danser van de K-pop groep BTS (band)
- 1997 - Johanne Killi, Noors freestyleskiër
- 2000 - Kyrylo Tsarenko, Oekraïens wielrenner
- 2001 - Jaylen Clark, Amerikaans basketballer
- 2001 - Caleb McLaughlin, Amerikaans acteur
- 2001 - Celestino Vietti, Italiaans motorcoureur

## Overleden

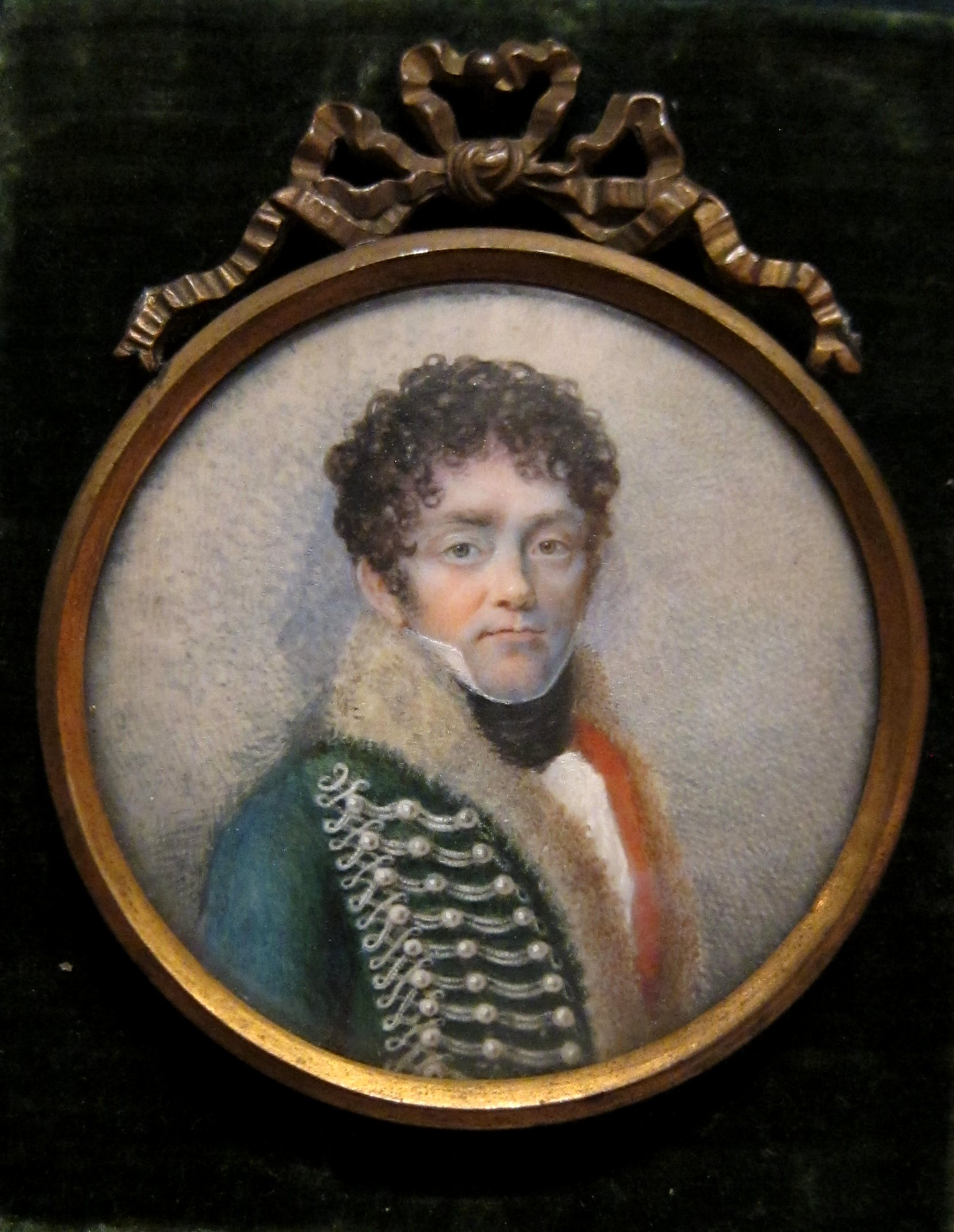
Joachim Murat,
overleden in 1815

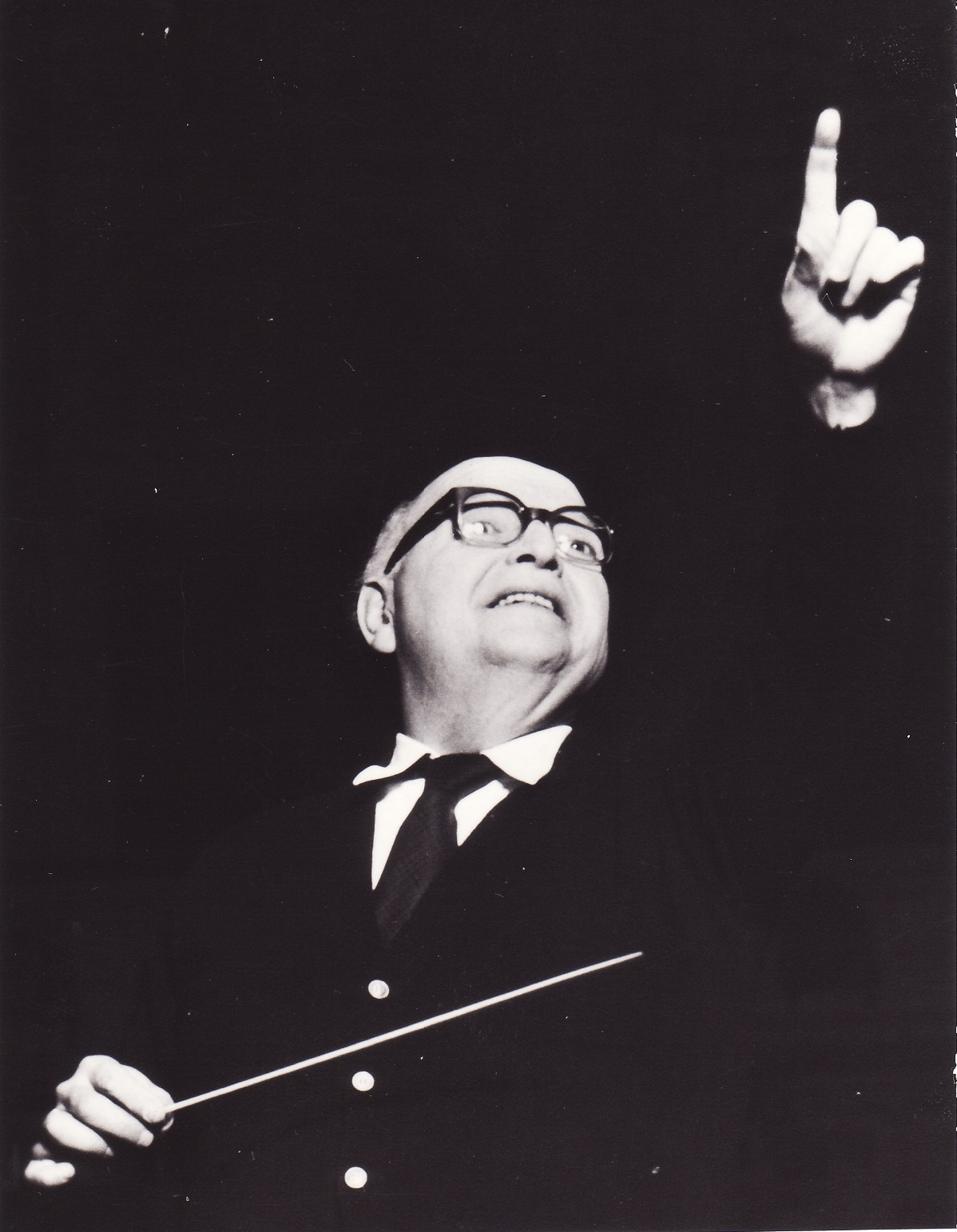
Josef Krips,
overleden in 1974

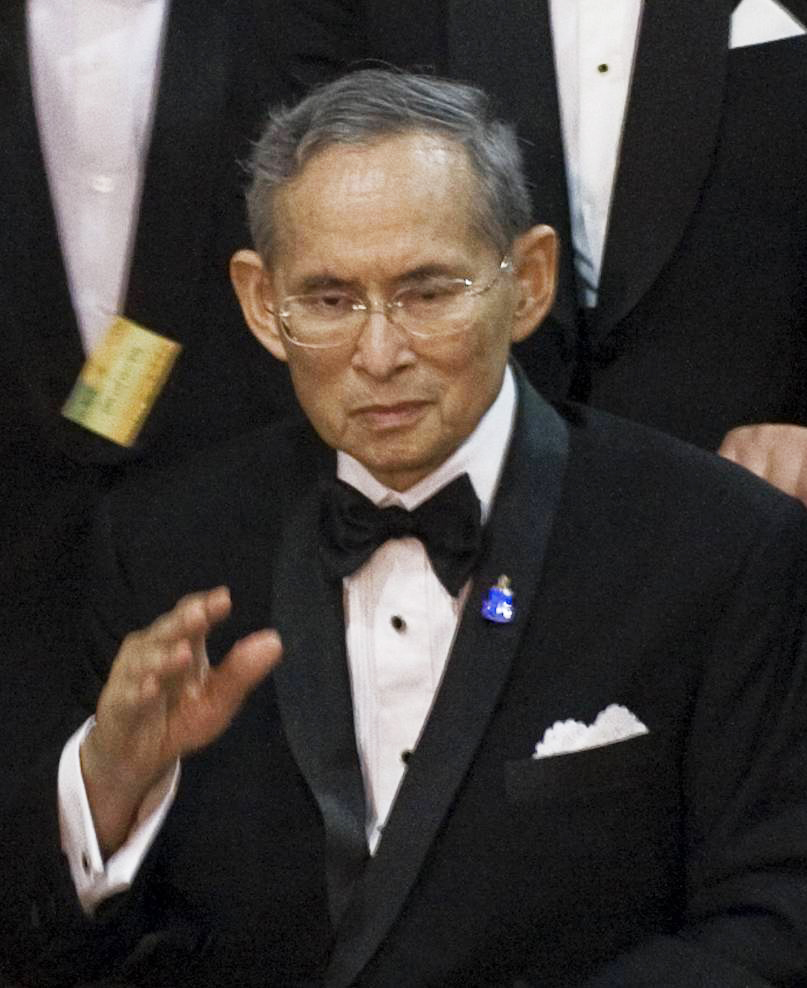
Koning Bhumibol van Thailand (Rama IX),
overleden in 2016

- 54 - Tiberius Claudius Drusus Nero Germanicus (64), Romeins keizer
- 909 - Geraldus van Aurillac (54), Frankisch edelman
- 1605 - Theodorus Beza (86), Frans-Zwitsers theoloog
- 1803 - Louis-Claude de Saint-Martin (60), Frans schrijver en filosoof
- 1815 - Joachim Murat (48), koning van Napels
- 1849 - Berend Slingenberg (80), eerste burgemeester van Coevorden
- 1851 - Henricus den Dubbelden (83), Nederlands apostolisch vicaris van 's-Hertogenbosch
- 1869 - Charles Augustin Sainte-Beuve (64), Frans schrijver en criticus
- 1911 - Miguel Malvar (46), Filipijns revolutionair generaal
- 1917 - Florence La Badie (29), Amerikaans actrice
- 1919 - Karl Adolph Gjellerup (62), Deens dichter en schrijver (winnaar Nobelprijs)
- 1928 - Dagmar van Denemarken (80), Deens prinses en tsarina van Rusland
- 1944 - Joost Ruitenschild (41), Nederlands luitenant-ter-zee
- 1955 - Manuel Ávila Camacho (58), Mexicaans president
- 1966 - Clifton Webb (76), Amerikaans acteur, danser en zanger
- 1967 - Maurice Geûens (84), Belgisch advocaat en volksvertegenwoordiger
- 1969 - Helene Wessel (72), Duits politicus
- 1970 - Julia Culp (90), Nederlands zangeres
- 1971 - Toki Horváth (51), Hongaars violist en orkestleider
- 1972 - Oskar Bengtsson (87), Zweeds voetballer
- 1974 - Anatoli Kozjemjakin (21), Sovjet voetballer
- 1974 - Josef Krips (72), Oostenrijks dirigent
- 1979 - Rebecca Clarke (93), Brits componiste en violiste
- 1979 - Calixto Zaldivar (75), Filipijns politicus en rechter Filipijns hooggerechtshof
- 1981 - Nils Asther (84), Zweeds acteur
- 1981 - Antonio Berni (76), Argentijns kunstenaar
- 1981 - Philippe Étancelin (84), Frans autocoureur
- 1981 - Gerrit de Morée (72), Nederlands beeldend kunstenaar
- 1982 - Kitty Kluppell (85), Nederlands actrice en zangeres
- 1984 - Henry Wahl (69), Noors schaatser
- 1985 - Herbert Nebe (86), Duits wielrenner
- 1987 - Walter Brattain (85), Amerikaans natuurkundige en Nobelprijswinnaar
- 1989 - Fred Agabashian (76), Amerikaans autocoureur
- 1989 - Merab Kostava (50), Georgisch dissident, musicus en dichter
- 1990 - Hans Freudenthal (85), Duits-Nederlands wiskundige
- 1990 - Lê Đức Thọ (78), Noord-Vietnamees politicus
- 1994 - Cornelis Nagtegaal (88), Nederlands bestuurder in de toenmalige Nederlandse koloniën
- 1998 - Albert Buysse (86), Belgisch wielrenner
- 2000 - Jean Peters (73), Amerikaans actrice
- 2001 - Jean Daninos (94), Frans autoconstructeur
- 2002 - Stephen Ambrose (66), Amerikaans historicus
- 2002 - Keene Curtis (79), Amerikaans acteur
- 2002 - Dennis Patrick (84), Amerikaans acteur
- 2003 - Eino Lahti (88), Fins voetballer
- 2005 - Pierre van Ostade (88), Nederlands prijzenaangever bij spelletjesprogramma's op televisie
- 2005 - Wayne Weiler (70), Amerikaans autocoureur
- 2006 - Dino Monduzzi (84), Italiaans bisschop en kardinaal
- 2007 - Pieter Bakker Schut (66), Nederlands advocaat
- 2007 - Bob Denard (78), Frans militair, politiefunctionaris, geheime dienstmedewerker en huurlingenleider
- 2007 - Andrée de Jongh (90), Belgisch verzetsstrijdster
- 2008 - Guillaume Depardieu (37), Frans acteur
- 2009 - Bert Decorte (94), Belgisch dichter en vertaler
- 2009 - Grietje Jansen-Anker (112), Nederlands oudste inwoner
- 2009 - Al Martino (82), Amerikaans zanger en acteur
- 2009 - Richard Whitcomb (88), Amerikaans ruimtevaartingenieur
- 2010 - Ien van den Heuvel (83), Nederlands politica
- 2011 - Barbara Kent (103), Canadees actrice
- 2012 - René Camoin (80), Frans acteur
- 2012 - Gary Collins (74), Amerikaans acteur en tv-presentator
- 2014 - Patricia Carson (85), Brits-Belgisch historica en schrijfster
- 2016 - William Gilbert Chaloner (87), Brits botanicus
- 2016 - Dario Fo (90), Italiaans toneelschrijver
- 2016 - Rama IX (88), koning van Thailand
- 2016 - Tonino Valerii (82), Italiaans filmregisseur
- 2017 - Pierre Hanon (80), Belgisch voetballer
- 2017 - William Lombardy (79), Amerikaans schaakgrootmeester, auteur en priester
- 2017 - Albert Zafy (90), president van Madagaskar
- 2018 - William Coors (102), Amerikaans brouwer
- 2018 - Rik Delneste (71), Belgisch cartoonist
- 2018 - Annapurna Devi (91), Indiaas musicus
- 2018 - Joop Lahnstein (84), Nederlands oud-politicus, onderwijzer en acteur
- 2020 - Ab Krook (76), Nederlands schaatscoach
- 2021 - Timuel Black (102), Amerikaans historicus, oorlogsveteraan, mensenrechtenactivist, schrijver en hoogleraar
- 2021 - Gerda van den Bosch (92), Nederlands beeldhouwster
- 2021 - Addo Stuur (68), Nederlands schrijver
- 2022 - James McDivitt (93), Amerikaans ruimtevaarder
- 2022 - Pim van de Meent (84), Nederlands voetballer en voetbaltrainer
- 2023 - Jozef van den Berg (74), Nederlands poppenspeler, acteur en kluizenaar
- 2023 - Chris Coenen (86), Nederlands voetballer
- 2023 - Carel van den Driest (75), Nederlands bestuurder
- 2023 - Louise Glück (80), Amerikaans dichteres en Nobelprijswinnares
- 2023 - Burdette Haldorson (89), Amerikaans basketballer
- 2023 - Hugh Russell (63), Noord-Iers bokser

## Viering/herdenking
- Rooms-Katholieke kalender:
  - Heilige Gerald(us) van Aurillac († 909)
  - Heilige Colman van Stockerau († 1012)
  - Heilige Bertholdus († 7e eeuw)
  - Heilige Edward de Belijder († 1066) (overbrenging relieken)
  - Heilige Simpert van Augsburg († c. 807)
  - Heilige Theophilus van Antiochië († c. 183)
- Herdenking bij het Monument op de schietbaan Berkum in Zwolle.
- Internationale Dag van de VN voor rampenrisicovermindering

## Weerextremen

### Nederland
| | Officiële records | Officiële records | Officiële records |      | Landelijke records | Landelijke records | Landelijke records                                                                            |
| Gebeurtenis | Jaar              | Extreem           | Locatie           | Jaar | Extreem            | Locatie            |                                                                                               |
| --- | ----------------- | ----------------- | ----------------- | ---- | ------------------ | ------------------ | --------------------------------------------------------------------------------------------- |
| Laagste etmaalgemiddelde temperatuur (°C) | 1975              | 3,2               | De Bilt           |      | 1992               | 2,4                | Hoogeveen                                                                                     |
| Hoogste etmaalgemiddelde temperatuur (°C) | 2018              | 20,0              | De Bilt           |      | 2018               | 21,0               | Wijk aan Zee                                                                                  |
| Laagste minimumtemperatuur (°C) | 1912              | −2,2              | De Bilt           |      | 1992               | −3,7               | Hoogeveen                                                                                     |
| Hoogste minimumtemperatuur (°C) | 2018              | 15,4              | De Bilt           |      | 2023               | 17,3               | Ell                                                                                           |
| Laagste maximumtemperatuur (°C) | 1975              | 5,3               | De Bilt           |      | 1975 2015          | 4,8                | Eelde, Leeuwarden Hupsel                                                                      |
| Hoogste maximumtemperatuur (°C) | 2018              | 26,3              | De Bilt           |      | 2018               | 28,1               | Ell                                                                                           |
| Hoogste uurgemiddelde windsnelheid (m/s) | 1917              | 13,4              | De Bilt           |      | 1981               | 20,1               | Huibertgat                                                                                    |
| Hoogste windstoot (m/s) | 1958              | 19,0              | De Bilt           |      | 1981               | 27,3               | Huibertgat                                                                                    |
| Langste zonneschijnduur (uur) | 1992              | 10,0              | De Bilt           |      | 1992 1994          | 10,0               | De Bilt, Hoogeveen, Herwijnen, Hupsel, Rotterdam, Schiphol, Westdorpe, Wilhelminadorp De Kooy |
| Langste neerslagduur (uur) | 2013              | 20,9              | De Bilt           |      | 2013               | 20,9               | De Bilt                                                                                       |
| Hoogste etmaalsom van de neerslag (mm) | 2013              | 63,9              | De Bilt           |      | 2013               | 63,9               | De Bilt                                                                                       |
| Laagste etmaalgemiddelde relatieve vochtigheid (%) | 1919              | 65                | De Bilt           |      | 1983               | 58                 | Volkel                                                                                        |
| Laagste uurwaarde luchtdruk op zeeniveau (hPa) | 1917              | 977,1             | De Bilt           |      | 1917               | 973,1              | De Kooy                                                                                       |
| Hoogste uurwaarde luchtdruk op zeeniveau (hPa) | 1985              | 1039,6            | De Bilt           |      | 1985               | 1040,2             | Maastricht, Vlissingen                                                                        |
| Officiële records worden altijd gemeten op het KNMI-weerstation in De Bilt. Landelijke records kunnen worden gemeten op elk officieel KNMI-weerstation in Nederland. |                   |                   |                   |      |                    |                    |                                                                                               |

Uitzonderlijke gebeurtenissen
- 1924 - Laatste officiële zachte dag van het jaar (maximumtemperatuur ≥ 15 °C in De Bilt)
- 1924 - Laatste officiële warme dag van het jaar (maximumtemperatuur ≥ 20 °C in De Bilt)
- 1926 - Laatste officiële zachte dag van het jaar (maximumtemperatuur ≥ 15 °C in De Bilt)
- 1939 - Laatste officiële zachte dag van het jaar (maximumtemperatuur ≥ 15 °C in De Bilt)
- 2008 - Laatste officiële warme dag van het jaar (maximumtemperatuur ≥ 20 °C in De Bilt)
- 2013 - Officieel maandrecord langste neerslagduur in uren van oktober gemeten in De Bilt: 20,9
- 2013 - Officieel maandrecord hoogste etmaalsom van de neerslag in mm van oktober gemeten in De Bilt: 63,9
- 2018 - Officieel maandrecord hoogste etmaalgemiddelde temperatuur in °C van oktober gemeten in De Bilt: 20,0
- 2018 - Landelijk maandrecord hoogste etmaalgemiddelde temperatuur in °C van oktober gemeten in Wijk aan Zee: 21,0
- 2018 - Laatste officiële zomerse dag van het jaar (maximumtemperatuur ≥ 25 °C in De Bilt). Dit is de meest late datum waarop de laatste zomerse dag is gemeten.
- 2019 - Laatste officiële warme dag van het jaar (maximumtemperatuur ≥ 20 °C in De Bilt)
- 2023 - Officieel hoogste uurgemiddelde windsnelheid in m/s van oktober dit jaar gemeten in De Bilt: 8,0
- 2023 - Landelijk hoogste uurgemiddelde windsnelheid in m/s van oktober dit jaar gemeten in IJmuiden: 19,0. Samen met 20 oktober
- 2023 - Officieel hoogste windstoot in m/s van oktober dit jaar gemeten in De Bilt: 18,0
- 2023 - Officieel hoogste etmaalsom van de neerslag in mm van oktober dit jaar gemeten in De Bilt: 36,7. Samen met 12 oktober
- 2023 - Laatste officiële warme dag van het jaar (maximumtemperatuur ≥ 20 °C in De Bilt) (voorlopig)

### België
Dagrecords
- 1975 en 1887 - Laagste etmaalgemiddelde temperatuur 4,3 °C
- 2023 - Hoogste etmaalgemiddelde temperatuur 19,6 °C[21]
- 1928 - Laagste minimumtemperatuur −1,6 °C
- 2018 - Hoogste maximumtemperatuur 25,6 °C
- 1932 - Hoogste etmaalsom van de neerslag 17,5 mm

Uitzonderlijke gebeurtenissen
- 2001 - Maximumtemperatuur in het hele land boven 20 °C. De metingen liggen tussen 20,9 °C in Aarlen en 26,4 °C in Wasmuel (Quaregnon).

<< · 1 · 2 · 3 · 4 · 5 · 6 · 7 · 8 · 9 · 10 · 11 · 12 · 13 · 14 · 15 · 16 · 17 · 18 · 19 · 20 · 21 · 22 · 23 · 24 · 25 · 26 · 27 · 28 · 29 · 30 · 31 · >>